# Sân bay quốc tế Ninoy Aquino
Sân bay quốc tế Ninoy Aquino (Filipino: Paliparang Pandaigdig na Ninoy Aquino) hoặc NAIA (IATA: MNL, ICAO: RPLL) là sân bay phục vụ thủ đô Manila và vùng phụ cận của Vùng đô thị Manila của Philippines. Đây là sân bay cửa ngõ quốc tế chính của đảo quốc này. Sân bay dự bị là Sân bay quốc tế Diosdado Macapagal ở Thành phố Angeles, Sân bay quốc tế Mactan-Cebu ở thành phố Lapu-Lapu, Metro Cebu và Sân bay quốc tế Francisco Bangoy ở Thành phố Davao
Sân bay Ninnoy Aquino tọa lạc giữa Thành phố Pasay và Parañaque ở vùng đô thị Manila, cách Manila 7 km và phía tây nam của quận thương mại trung tâm Thành phố Makati.
Sân bay này được quản lý bởi Cục sân bay quốc tế Manila thuộc Bộ giao thông và liên lạc Philippines (DOTC).
Năm 2010, sân bay này phục vụ 27,1 triệu lượt khách, là một trong 50 sân bay bận rộn nhất thế giới.

## Các hãng hàng không và điểm đến

### Nhà ga hành khách

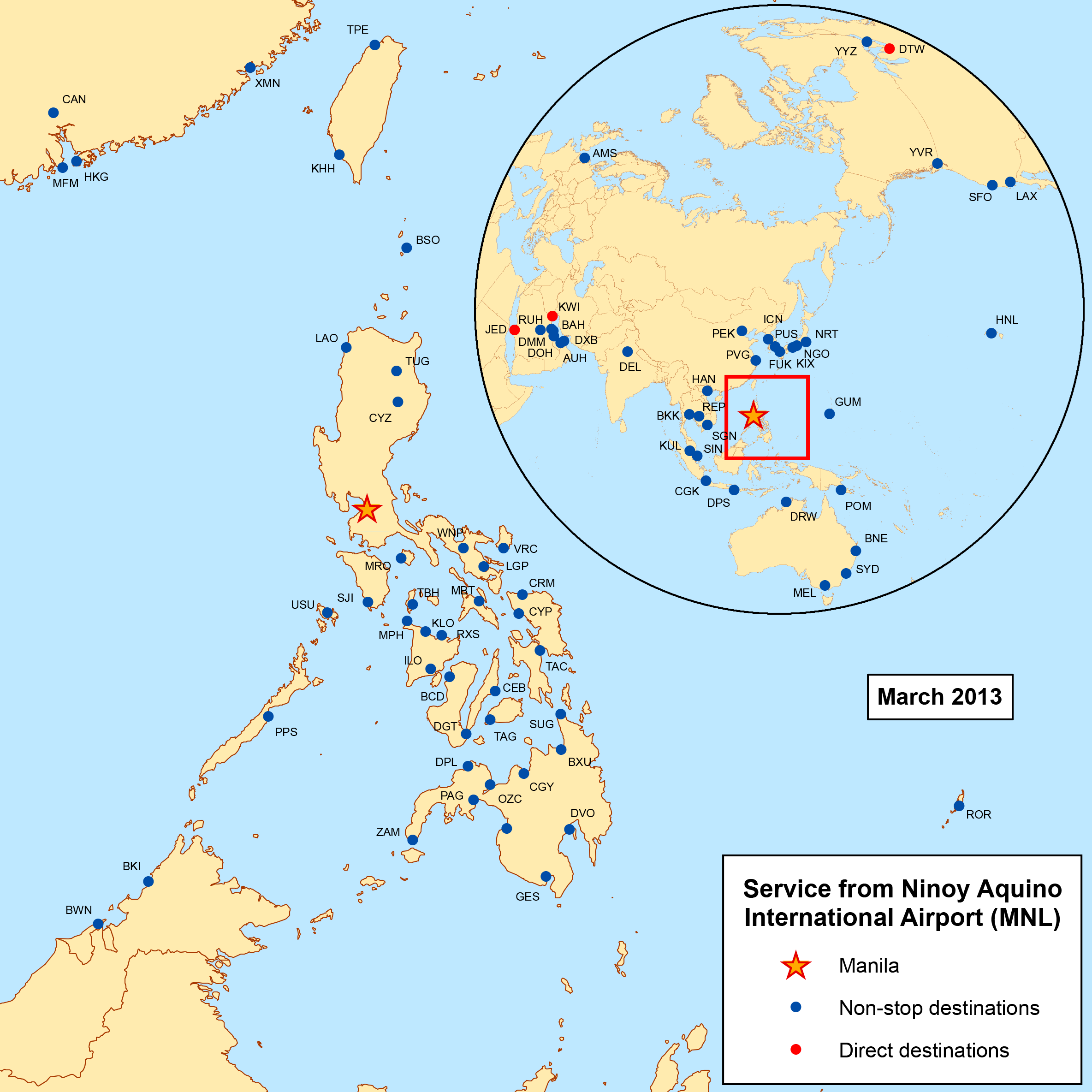
Vị trí sân bay

| Hãng hàng không                                     | Các điểm đến | Nhà ga  |
| --------------------------------------------------- | --- | ------- |
| Air China                                           | Bắc Kinh - Thủ đô [từ 30.3.2010] | 1       |
| Air Niugini                                         | Port Moresby | 1       |
| Air Philippines                                     | Bacolod, Cagayan de Oro, Iloilo, Puerto Princesa [tất cả các chuyến bay đều khởi động lại từ 28.03.2010] | 3       |
| Asiana Airlines                                     | Busan, Seoul-Incheon | 1       |
| Cathay Pacific                                      | Hong Kong | 1       |
| Cebu Pacific                                        | Bacolod, Bangkok-Suvarnabhumi, Busuanga, Butuan, Cagayan de Oro, Calbayog, Catarman, Caticlan, Cauayan, Cebu, Cotabato, Davao, Dipolog, Dumaguete, General Santos, Quảng Châu, Thành phố Hồ Chí Minh, Hà Nội, Hong Kong, Iloilo, Jakarta, Kalibo, Kota Kinabalu, Kuala Lumpur, Laoag, Legazpi, Macau, Naga, Osaka-Kansai, Ozamiz, Pagadian [từ 09.06.2010], Puerto Princesa, Roxas City, San Jose (Mindoro), Seoul-Incheon, Thượng Hải - Phố Đông, Singapore, Tacloban, Tagbilaran, Đài Bắc - Đào Viên, Tuguegarao, Virac, Zamboanga | 3       |
| China Airlines                                      | Cao Hùng, Đài Bắc - Đào Viên | 1       |
| China Southern Airlines                             | Bắc Kinh - Thủ Đô, Quảng Châu, Hạ Môn | 1       |
| Continental Airlines bay bởi Continental Micronesia | Guam, Koror | 1       |
| Delta Air Lines                                     | Detroit, Nagoya-Centrair, Tokyo-Narita | 1       |
| Dragonair                                           | Hong Kong | 1       |
| Emirates                                            | Dubai | 1       |
| Etihad Airways                                      | Abu Dhabi | 1       |
| EVA Air                                             | Đài Bắc - Đào Viên | 1       |
| Gulf Air                                            | Bahrain | 1       |
| Hawaiian Airlines                                   | Honolulu | 1       |
| Hong Kong Express Airways                           | Hong Kong | 1       |
| Interisland Airlines                                | Vigan | Nội địa |
| Japan Airlines bay bởi JALways                      | Tokyo-Narita | 1       |
| Jetstar Asia Airways                                | Singapore | 1       |
| KLM                                                 | Amsterdam | 1       |
| Korean Air                                          | Busan, Seoul-Incheon | 1       |
| Kuwait Airways                                      | Bangkok-Suvarnabhumi, Kuwait | 1       |
| Malaysia Airlines                                   | Kuala Lumpur | 1       |
| PAL Express bay bởi Air Philippines                 | Busuanga, Calbayog, Catarman, Caticlan, Masbate [từ 19.03.2010], Naga, Ormoc, San Jose (Mindoro), Surigao, Tuguegarao | 3       |
| Philippine Airlines                                 | Bangkok-Suvarnabhumi, Bắc Kinh - Thủ Đô, Busan, Brisbane [từ 17.03.2010], Fukuoka, Guam, Hà Nội, Thành phố Hồ Chí Minh, Hong Kong, Honolulu, Jakarta, Las Vegas, Los Angeles, Macau, Melbourne, Nagoya-Centrair, Osaka-Kansai, Riyadh [từ 28.03.2010], San Francisco, Seoul-Incheon, Thượng Hải - Phố Đông, Singapore, Sydney, Đài Bắc - Đào Viên, Tokyo-Narita, Vancouver, Hạ Môn | 2 Bắc   |
| Philippine Airlines                                 | Bacolod, Butuan, Cagayan de Oro, Cebu, Cotabato, Davao, Dipolog, Dumaguete, General Santos, Iloilo, Kalibo, Laoag, Legazpi, Ozamiz, Puerto Princesa, Thành phố Roxas, Tacloban, Tagbilaran, Zamboanga | 2 Nam   |
| Qantas                                              | Brisbane, Sydney | 1       |
| Qatar Airways                                       | Doha | 1       |
| Royal Brunei Airlines                               | Bandar Seri Begawan | 1       |
| Saudi Arabian Airlines                              | Dammam, Jeddah, Riyadh | 1       |
| Singapore Airlines                                  | Singapore | 1       |
| South East Asian Airlines                           | Baler [theo mùa], Basco, Borongan, Caticlan, Daet, El Nido [theo mùa], Marinduque, Tablas | Nội địa |
| Thai Airways International                          | Bangkok-Suvarnabhumi, Osaka-Kansai [ngưng từ 28.03.2010] | 1       |
| Xiamen Airlines                                     | Toàn Châu | 1       |
| Zest Airways                                        | Bacolod, Busuanga, Calbayog, Catarman, Cebu, Davao, Iloilo, Kalibo, Legazpi [từ 16.03.2010], Marinduque, Masbate, Puerto Princesa, San Jose (Mindoro), Tablas, Tacloban, Tagbilaran, Virac | Nội địa |

### Hàng hóa
- Air Hong Kong
- China Airlines Cargo
- DHL Express
- FedEx Express
- JAL Cargo
- Korean Air Cargo
- Lufthansa Cargo
- NWA Cargo
- Transmile Air Services